# Patricia Barber
Patricia Barber (Chicago, 8 de noviembre de 1955) es una cantante, pianista y compositora estadounidense de jazz. Se trata de una de las voces jazzísticas más aclamadas por la crítica desde finales del siglo XX.

## Trayectoria
Es hija de músicos: un antiguo componente de la orquesta de Glenn Miller, Floyd 'Shim' Barber, y una cantante de blues. Estudia piano clásico y psicología en la Universidad de Iowa. Después de un periodo de aprendizaje en locales de Chicago, en 1984 consigue actuar cinco noches durante la semana en una afamada sala de Chicago, el Gold Star Sardine Bar. En 1988 fue invitada a tocar en el Chicago Jazz Festival y en el North Sea Jazz Festival, en 1989. En 1992 empezó a grabar para el sello Blue Note.
Entre sus grabaciones habría que destacar Split (1989), Distortion of Love (1992), Cafe Blue (1994 ), Modern Cool (1998), Companion (1999) su primer álbum grabado en vivo, en el Club Green Mill de Chicago y Night Club (2000). Luego le siguieron Verse (2002) y Live: A Fortnight In France (2004).
El disco "Café Blue" (1994), le supone el premio a la mejor vocalista femenina del año otorgado por la revista de jazz: "Down Beat". En 1998 graba su disco Modern Cool, con el que se coloca en top 10 de las listas de Billboard, y la revista de jazz Down Beat, le concede cinco estrellas.
Mythologies (2006) está inspirado en las Metamorfosis de Ovidio. Su proyecto, The Cole Porter Mix (2008) es un disco en el cual alterna las adaptaciones de uno de sus compositores de referencia con composiciones propias que aguantan perfectamente la comparación con uno de los nombres esenciales del american songbook.
El estilo de Patricia Barber se aleja de la corriente convencional de aproximación entre jazz y pop (aunque gusta de adaptar al jazz composiciones del pop), y apuesta por el riesgo y la innovación a través de la improvisación y de la elaboración de su propio material. Su característica más definitoria es su voz: oscura, grave, y cercana a la de un alto. Su música se caracteriza por presentar una atmósfera introspectiva, pausada, minimalista, y muy atenta al ritmo y a la melodía. De su voz, oscura y grave, se corresponde a la de una cantante de cabaret, y sus textos son de una gran valía literaria, en la línea de un poeta beat.

## Discografía
- En 1989 grabó un disco autoeditado llamado Split.
- En 1992 graba su primer disco, A Distortion of Love, para Verve.
- En 1994, tras haberse cambiado al club Glenn Mill, edita Café Blue, que se ve recompensado con el premio a la mejor vocalista del año para la revista Donwbeat. El disco presenta todas las características de la obra de Patricia Barber: una atmósfera musical introspectiva, extraña por sus letras, y de tempo lento, pausado; y una combinación de temas sofisticadamente accesibles y temas claramente vanguardistas, con numerosos instrumentos de percusión sutilmente tocados para crear un ambiente minimalista y nada convencional.

- Su consolidación definitiva se produce en 1998 con Modern Cool: entra en el Top Ten de Billboard y obtiene las mejores críticas.

- Companion, de 1999, es su primer disco grabado en directo, en su propia ciudad.

- Night Club (2000).

- Verse (2003).

- Live: A Fortnight In France: segundo disco grabado en directo (2004).

- Mythologies (2006).

- The Cole Porter Mix (2008).
- Smash (2013).